# (2038) Bistro
(2038) Bistro ist ein Asteroid des Hauptgürtels, der am 24. November 1973 vom Schweizer Astronomen Paul Wild, vom Observatorium Zimmerwald der Universität Bern aus, entdeckt wurde.
Der Asteroid trägt seinen Namen einerseits nach dem kleinen Lokal (Bistro), andererseits ist es eine Anspielung auf zweimal (bi) Asteroid (1019) Strackea, denn 2 × 1019 = 2038.